# Haag am Hausruck
Die Marktgemeinde Haag am Hausruck ist eine Gemeinde mit 2352 Einwohnern (Stand 1. Jänner 2025) im Bezirk Grieskirchen in Oberösterreich. Sie liegt östlich von Ried im Innkreis am Hausruck.

## Geografie

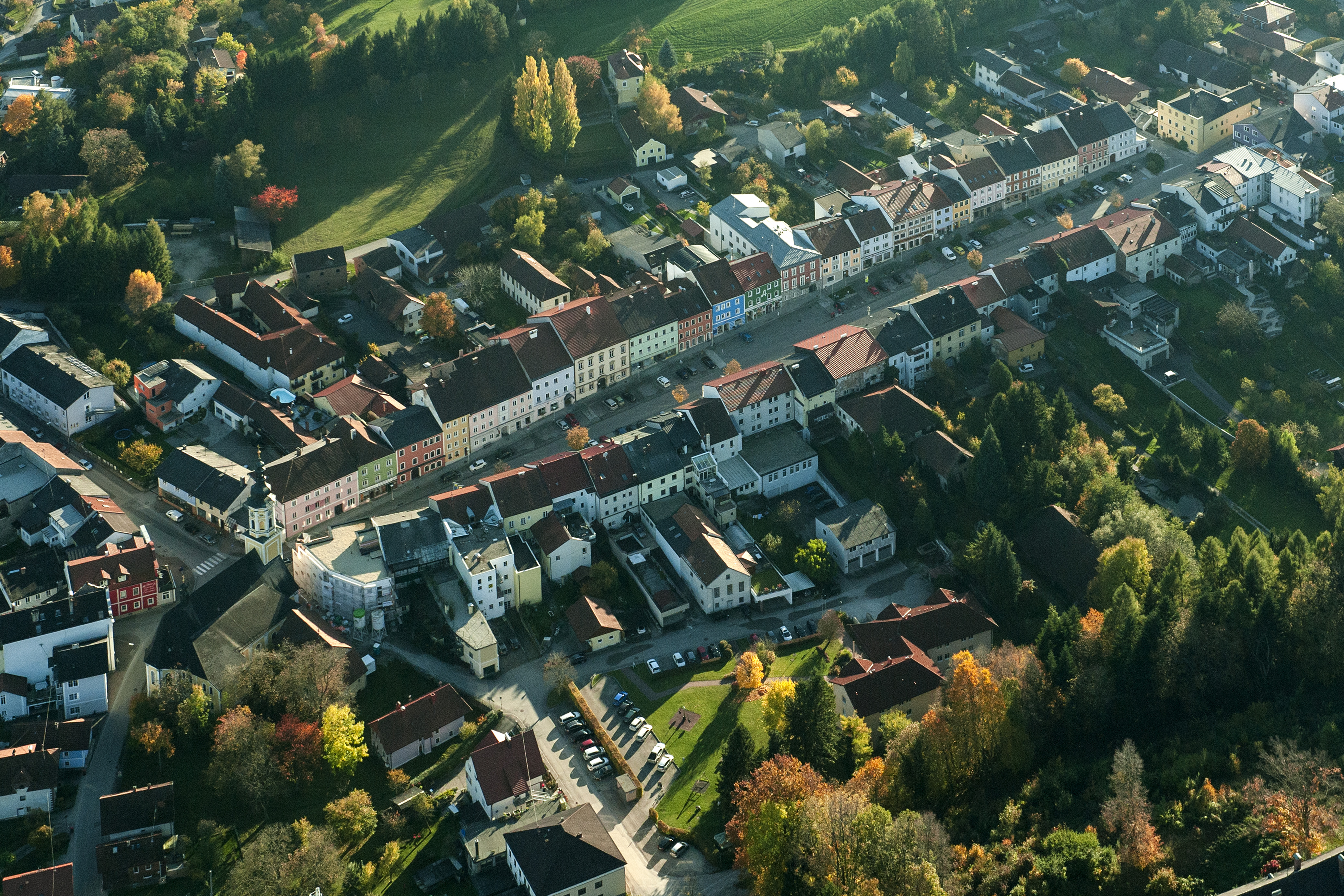
Haag am Hausruck, Marktplatz

Haag am Hausruck liegt auf 505 m Höhe im Hausruckviertel. Die Gesamtfläche beträgt 17,1 km². Rund 88 % der Fläche sind bewaldet oder werden landwirtschaftlich genutzt, nur rund 1,5 % werden als Bauland genutzt.

### Gemeindegliederung
Das Gemeindegebiet besteht aus der einzigen Ortschaft Haag am Hausruck. Bis 2023 umfasste es folgende 27 Ortschaften (in Klammern Einwohnerzahl Stand 1. Jänner 2023):
- Aubach (53)
- Bachleiten (6)
- Brunnberg (34)
- Buchegg (19)
- Ditting (103)
- Dorf (36)
- Eidenedt (21)
- Geierau (2)
- Gotthaming (25)
- Haag am Hausruck (1244)
- Hatscheksiedlung (52)
- Hinteregg (2)
- Hochfeld (90)
- Hundassing (10)
- Kreuzerfeld (69)
- Letten (24)
- Lugendorf (16)
- Luisenhöhe (26)
- Manichgattern (68)
- Niedernhaag (73)
- Obermeggenbach (78)
- Oberntor (85)
- Pramwald (16)
- Rampersdorf (9)
- Reischau (10)
- Starhemberg (59)
- Steinpoint (31)

Die Gemeinde besteht aus den Katastralgemeinden Niedernhaag und Obernhaag.
Das Bezirksgericht Haag am Hausruck wurde mit 1. Jänner 2005 aufgelassen und die Gemeinde dem Gerichtsbezirk Grieskirchen zugewiesen.

### Nachbargemeinden
| Pram                                  |                                             | Rottenbach |
| Geiersberg (Bezirk Ried im Innkreis)  | Kompassrose, die auf Nachbargemeinden zeigt | Weibern    |
| Eberschwang (Bezirk Ried im Innkreis) | Geboltskirchen                              |            |

## Geschichte

### Ortsgeschichte
Die erste schriftliche Erwähnung des Ortsnamens erfolgte vor dem Jahr 1146.
Die Gemeinde ist seit dem 1. Jänner 2003 Teil des Gerichtsbezirkes Grieskirchen, zuvor gehörte sie zum Gerichtsbezirk Haag am Hausruck.

### Religionen
Haag am Hausruck hat zwei römisch-katholische Kirchen: Die Pfarrkirche am unteren Ende des Marktplatzes mit Heiligenstatuen der Bildhauerfamilie Schwanthaler ist dem hl. Vitus geweiht. Die Friedhofskirche im Ortsteil Niedernhaag im romanisch-gotischen Baustil ist dem hl. Ägidius geweiht. Sie wird jedoch vorwiegend zu Begräbnissen und zu Allerheiligen genutzt.
Bereits seit 1901 gibt es in Haag am Hausruck eine Gemeinde der Kirche Jesu Christi der Heiligen der Letzten Tage; es handelt sich dabei um die erste in Österreich gegründete Gemeinde dieser Gemeinschaft.

## Kultur und Sehenswürdigkeiten

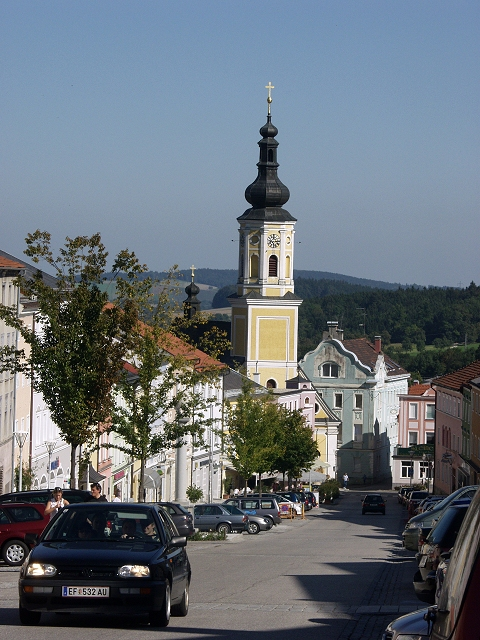
Der Marktplatz und die Pfarrkirche Haag am Hausruck

- Schloss Starhemberg (Haag am Hausruck): Das im Renaissancestil gehaltene Schloss Starhemberg wurde urkundlich das erste Mal 1246 n. Chr. erwähnt und liegt auf einem Hügel westlich des Marktplatzes. Die Anlage stammt aus dem 16. Jahrhundert, die Kapelle und der Turm wurden Mitte der 1920er Jahre zugebaut. Das sich heute im Besitz von DI Hatschek befindliche Schloss diente Anfang des 20. Jahrhunderts der österreichischen Armee als Lazarett und war im Zweiten Weltkrieg Durchgangslager für tausende Flüchtlinge. Heute sind in einigen Räumen des Schlosses die Haager Heimatstuben eingerichtet. Zu besichtigen sind Schaustücke aus Landwirtschaft, Braunkohlebergbau, Handwerk und Gewerbe sowie Grafiken von Schlössern und Burgen.
- Burgstall Rudolfspitz
- Katholische Pfarrkirche Haag am Hausruck hl. Veit: Der gotische Kirchenbau wurde im 17. Jahrhundert verändert und von 1720 bis 1730 zur barocken Hallenkirche ausgebaut.

- Zu den regelmäßigen Veranstaltungen im Jahreskreis gehören der Kirtag am Faschingsmontag, der Pferdemarkt am Sonntag nach Christi Himmelfahrt, das Country-Festival der Country- und Westernfreunde Hausruckwald, das im Juni stattfindende Schlosskonzert der Marktmusikkapelle Haag bzw. deren Wunschkonzert im Dezember und das Bierwagenrennen, das in den ungeraden Jahren im Juni am Marktplatz stattfindet.

- Die Luisenhöhe (circa 700 m ü. A.), Hausberg von Haag am Hausruck, liegt an den Ausläufern des Hausrucks. Auf dem Berg befand sich bis 2012 ein Sessellift. Im Juni 2015 wurde anstelle dessen eine neue „Erlebnisbergbahn“ in Form einer auf einer geschlossenen Streckenschleife verkehrenden Schienenseilbahn vom Typ „Wie-Li“ eröffnet. Die mit Passagierkabinen ausgestatteten sechssitzigen Wägen wurden bergauf von einem Seil gezogen und fuhren, von einer Wirbelstrombremse gebremst, selbstständig wieder bergab zur Talstation. Im August 2015 wurde die renovierte, 750 m lange Sommerrodelbahn (Edelstahl-Wannenbahn) ebenfalls wieder eröffnet.[4] Anfang 2020 musste die Bahn Konkurs anmelden und steht seither still, ebenso wie die Sommerrodelbahn.[5] Weitere Attraktionen auf der Luisenhöhe  sind der Naturerlebnispfad „Weg der Sinne“, die Aussichtswarte, die Hausruck-Wald-Schule und ein Wald-Hochseil-Park. Der am Hausruckkamm gelegene 32,5 m[6] hohe Aussichtsturm aus Holz wurde im Mai 2005 neu erbaut.

## Wirtschaft und Infrastruktur

### Verkehr
Die Marktgemeinde wird im Norden von der A8 Innkreisautobahn von Osten nach Westen durchschnitten und besitzt einen eigenen Autobahnanschluss. Von Norden nach Süden verbindet im Westen der Marktgemeinde die Bundesstraße 141 Grieskirchen und Ried im Innkreis mit Haag am Hausruck.
Die Bahnstrecke Lambach–Haag am Hausruck, eine Lokalbahn unter Betriebsführung der Stern & Hafferl Verkehrsgesellschaft, verband früher Haag am Hausruck mit der Westbahn. Mit 12. Dezember 2009 wurde der Gesamtverkehr auf der Strecke eingestellt und ein Schienenersatzverkehr mit Autobussen eingerichtet. Der Bahnhof Pram-Haag der Innkreisbahn liegt rund 6 km entfernt im Gemeindegebiet von Pram.

### Bildung
Neben einer Volksschule und einer Neuen Mittelschule ist Haag am Hausruck Standort für eine Landesmusikschule.

## Politik

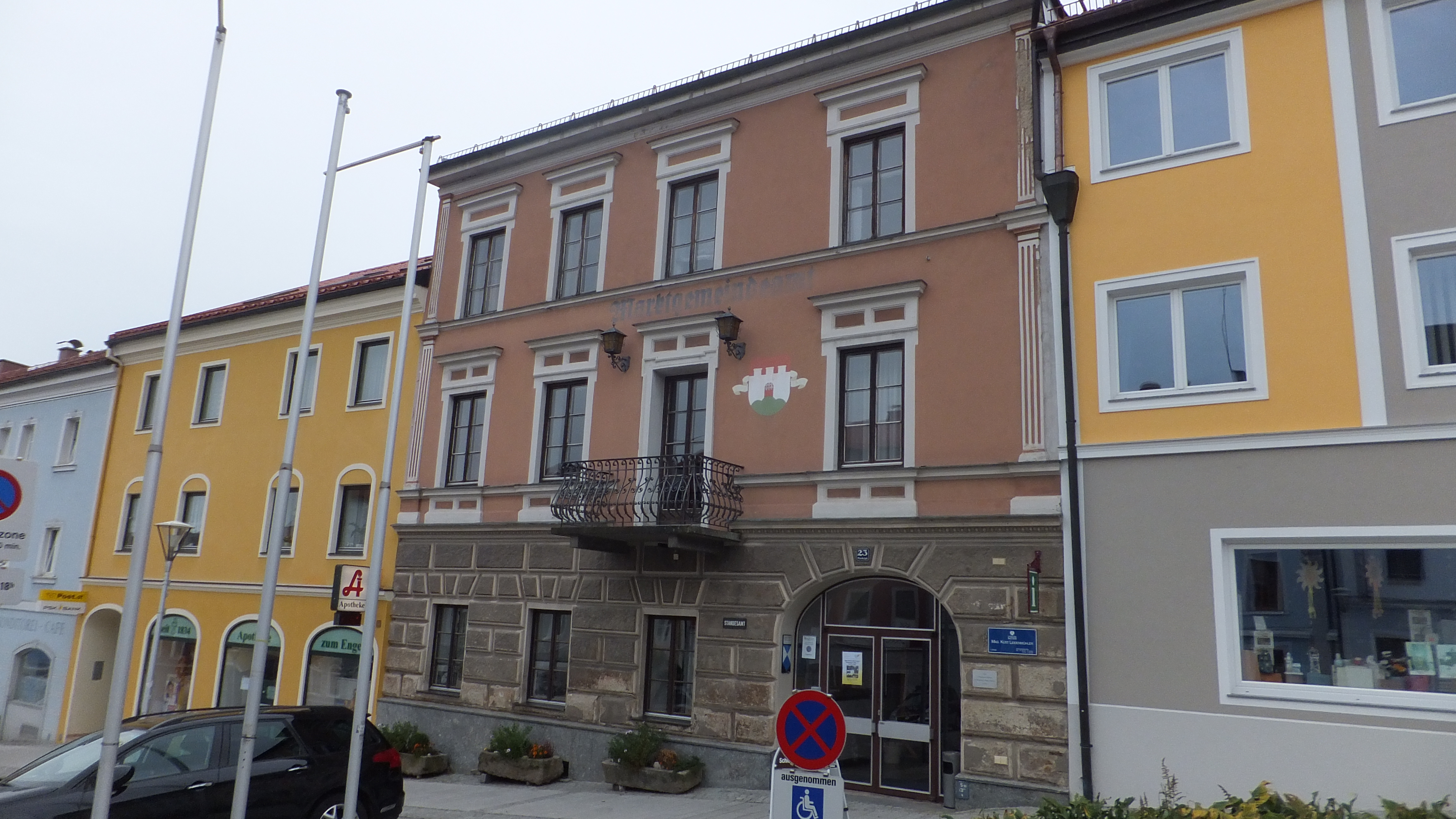
Marktgemeindeamt

### Gemeinderat
Der Gemeinderat hat 19 Mitglieder.
- Mit den Gemeinderats- und Bürgermeisterwahlen in Oberösterreich 2003 hatte der Gemeinderat folgende Verteilung: 11 SPÖ, 11 ÖVP und 3 FPÖ. (25 Mandate)
- Mit den Gemeinderats- und Bürgermeisterwahlen in Oberösterreich 2009 hatte der Gemeinderat folgende Verteilung: 12 ÖVP, 10 SPÖ und 3 FPÖ. (25 Mandate)
- Mit den Gemeinderats- und Bürgermeisterwahlen in Oberösterreich 2015 hatte der Gemeinderat folgende Verteilung: 15 ÖVP, 5 FPÖ und 5 SPÖ. (25 Mandate)
- Mit den Gemeinderats- und Bürgermeisterwahlen in Oberösterreich 2021 hat der Gemeinderat folgende Verteilung: 9 ÖVP, 4 GRÜNE, 3 SPÖ und 3 FPÖ (19 Mandate).[9]

### Bürgermeister
- 1973–2002 Franz Ziegelböck (ÖVP)[10]
- 2002–2009 Anton Grausgruber (SPÖ)
- seit 2009 Konrad Binder (ÖVP)

### Wappen
Blasonierung: In Rot auf grünem Dreiberg eine silberne, gequaderte, durchgehende Mauer mit drei Zinnen und drei schwarz geöffneten Schießscharten sowie durchbrochenem Rundbogen-Tor mit goldenem, halbaufgezogenem Fallgitter.
Originaltext der Verleihungsurkunde von Kaiser Ferdinand I am 12. Oktober 1544
„Ain Roter Schült im grunt deselben yber sich geent ein grienes gebürg von dreien Pergen oder Pücheln, darüber eine Maur von weissen quadraten mit dreyen Zünen in Jedt ain schießlukhen und in der Mitt´ erscheint ein offne Pforte oder Thor, darin ein gelber Schossgatter.“

## Persönlichkeiten

### Söhne und Töchter der Gemeinde
- Karel Klostermann (1848–1923), Schriftsteller
- August Gottwald (1877–1957), Rechtsanwalt und Politiker
- Herbert Bayer (1900–1985), Fotograf, Maler und Grafikdesigner, Lehrer am Bauhaus in Dessau
- Franz Vieböck (* 1938), Fußballspieler
- Rosemarie Schönpass (* 1952), Politikerin und Abgeordnete zum Nationalrat
- Markus Ecklmayr, Künstlername Max The Sax  (* 1985), Saxofonist, Komponist und Arrangeur
- Franz Schiemer (* 1986), Fußballspieler

### Ehrenbürger der Gemeinde
(Quelle: )
- 1937 August Gottwald, Bgm. a. D.
- 1946 Mark W. Clark
- 1950 Roman Lutz
- 1950 Hans Hatschek
- 1950 Margarita Hatschek
- 1951 Georg Eiblhuber, Bgm. a. D.
- 1951 Felix Kern, LH-Stv.
- 1968 Fritz Hatschek

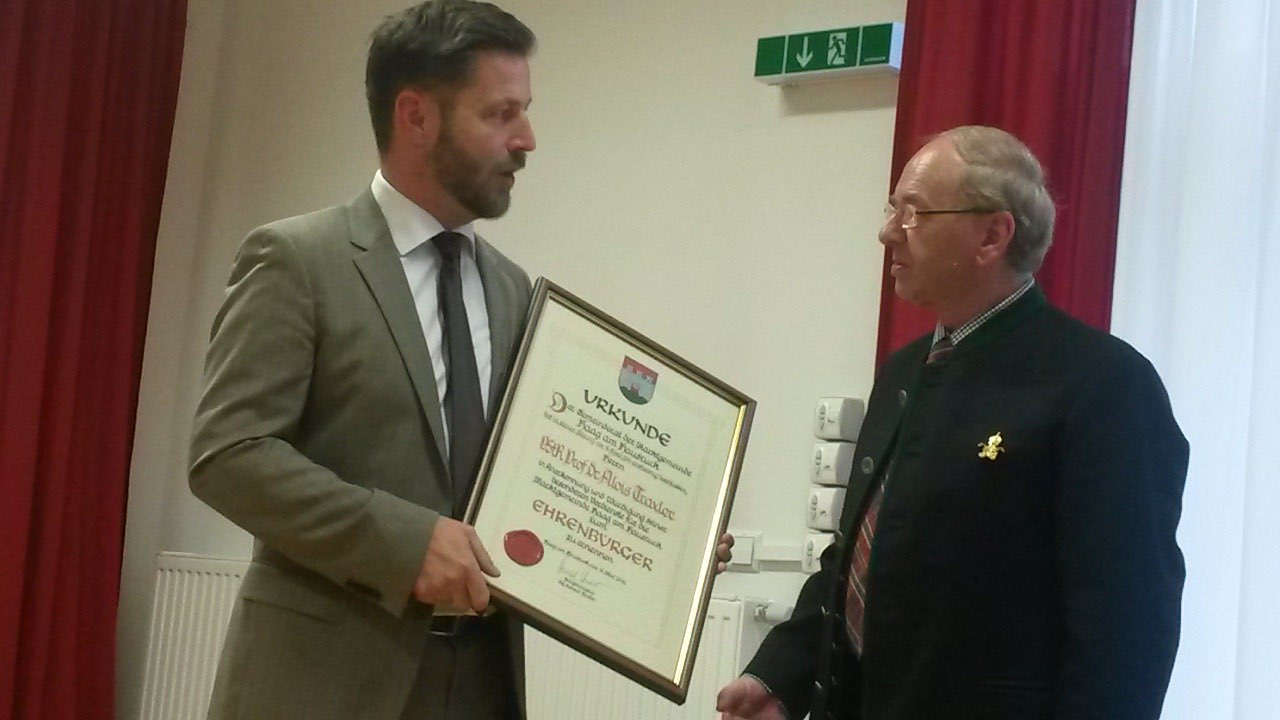
Verleihung der Ehrenbürgerschaft der Marktgemeinde Haag am Hausruck an OStR. Dr. Alois Traxler durch Bürgermeister Ing. Konrad Binder am 13. Mai 2016

- 1968 Helmut Karigl, Forstdirektor und Bgm. a. D.
- 1971 Josef Biberauer
- 1972 Leopold Mittendorfer, Dechant Konsistorialrat
- 1973 Karl Schwaha, Reg.-Rat und Bgm. a. D.
- 1981 Josef Gerner
- 1987 Franz Schoberleitner (* 1931, † 2021), Hauptschuldirektor i. R.
- 2010 Johann Zweimüller
- 2010 Franz Ziegelböck (* 1942), Bgm. a. D.[13]
- 2016 Alois Traxler (* 1938, † 2025), AHS-Direktor i. R.[14]
- 2023 Friedrich Binder (* 1960), Gemeinderat[15]

### Ehrenring-Träger der Gemeinde
- Rudolf Luhofer
- Hugo Hötzinger
- Robert Schoberleitner (1941–2010), Obmann i. R. Verein Naturerlebnispfad Luisenhöhe im Hausruckwald, Geschäftsführer Hausruck Sessellift GmbH
- Anton Grausgruber, Bürgermeister a. D.[15]